# Inauguracija
Inauguracija je proces prisege osobe na dužnost u politici i time ta osoba postaje dužnosnik. Takva se inauguracija obično odvija putem formalne ceremonije ili posebnog događaja, koji također može uključivati inauguracijski govor novog dužnosnika.
Riječ „inauguracija” potječe od latinske riječi „augur”, koja se odnosi na rituale drevnih rimskih svećenika koji su nastojali protumačiti je li volja bogova da se javni dužnosnik smatra dostojnim preuzeti dužnost.
Inauguracije javnih osoba, posebice onih političkih vođa, često sadrže raskošne ceremonije u kojima osobe javno polažu zakletvu ili prisegu, često pred velikim mnoštvom gledatelja. Monarhijska inauguracija može poprimiti različite oblike ovisno o naciji: mogu proći obred krunidbe ili se od njih može jednostavno tražiti da polože prisegu u prisutnosti zakonodavnog tijela zemlje.
Inauguracijski govor održan tijekom ove ceremonije obaviještava građane  o njihovim namjerama kao vođe. Poznati inauguracijski govor je izrekao npr. John F. Kennedy.